# 1-й Госпітальний провулок (Житомир)
1-й Госпітальний провулок — провулок у Корольовському районі міста Житомира.

## Характеристики
Розташований на теренах історичної місцевості Путятинки. Бере початок від вулиці Льва Толстого. Прямує на північний захід. Завершується глухим кутом всередині кварталу.    

## Історія
Виник наприкінці ХІХ століття як провулок, що сполучив новопрокладені згідно з генпланами середини ХІХ століття вулиці Міщанську (нині Івана Мазепи) й Тюремну (нині Льва Толстого). Перша назва — Госпітальний провулок. Згідно з мапою 1908-1909 рр., забудова провулка показана від Міщанської вулиці до Тюремного провулка (останній нині не існує) зі східної сторони та від Міщанської до Тюремної вулиці із західного боку. Станом на 1941 рік сформована забудова східного боку провулка (№№ 5-13).       
У 1970-х роках провулок втратив вихід до вулиці Мануїльського (нині Івана Мазепи) у зв'язку з будівництвом багатоповерхових житлових будинків та формуванням прибудинкових територій. Садибна забудова провулка майже не збереглася внаслідок будівництва багатоповерхівок, дитячого садка й гуртожитку.        